# Dichotomius bitiensis
Dichotomius bitiensis là một loài bọ cánh cứng trong họ Bọ hung (Scarabaeidae).